# Tugaj
Tugaj – typ lasu łęgowego (galeriowego) występujący w Azji Środkowej. Podstawowy ekosystem w ekoregionie tugajów środkowoazjatyckich (PA1311 w regionalizacji WWF, 818 w regionalizacji One Earth).

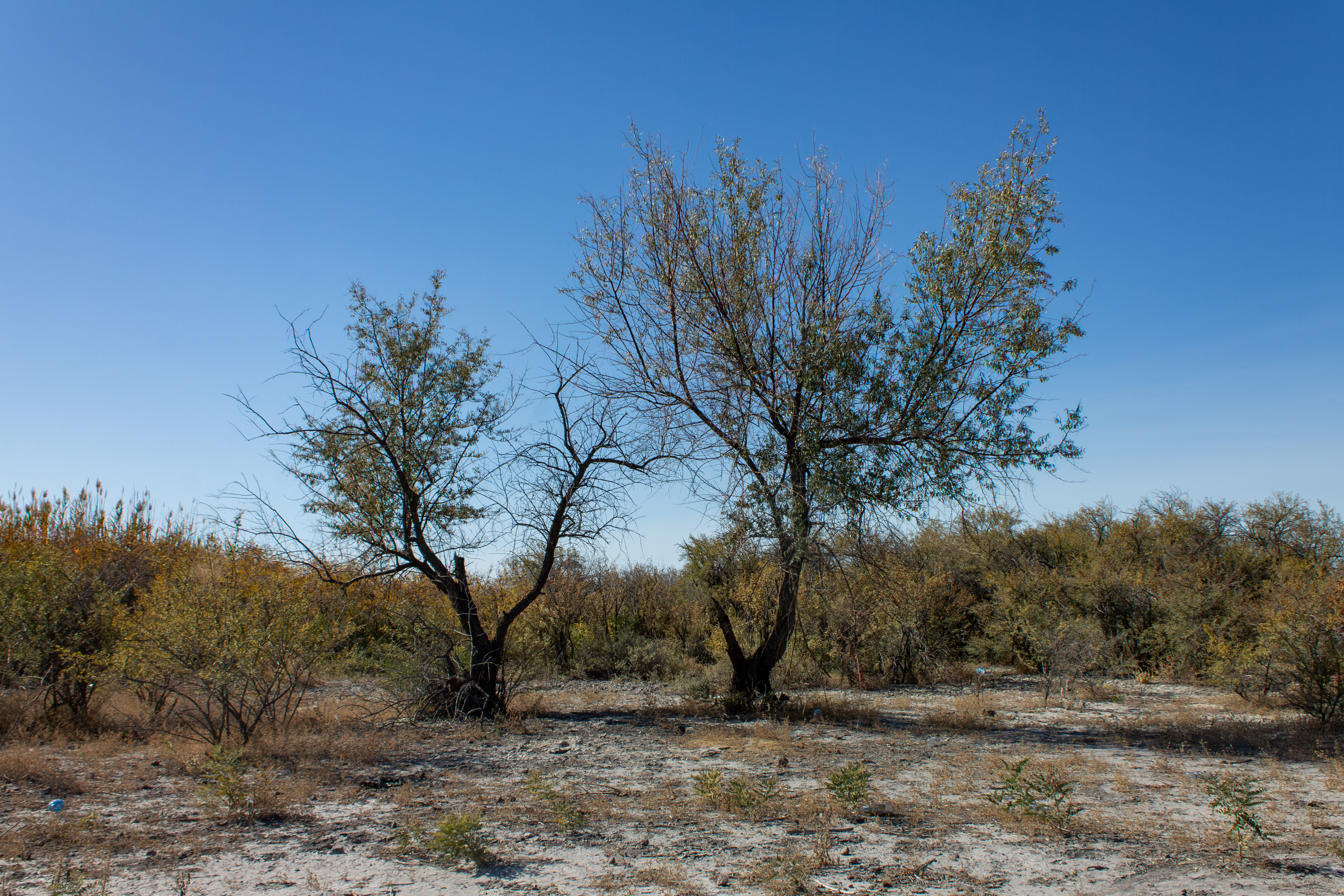
Oliwnik wąskolistny w rejonie ujścia Ili do Bałchaszu

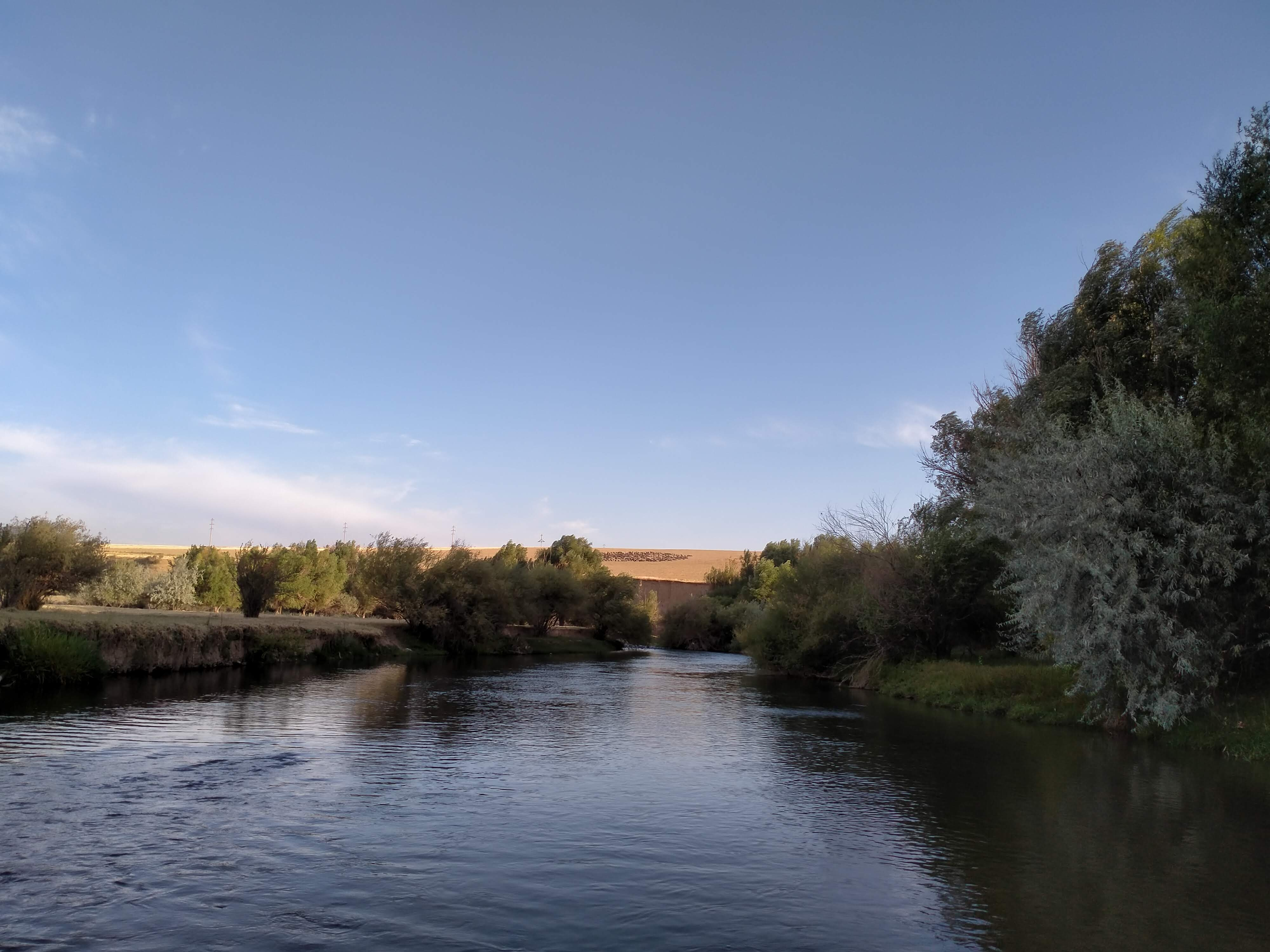
Rzeka Arys

## Roślinność
Tugaje z reguły tworzą mozaikę z roślinnością pustynną, szuwarową lub stepową, a także wodną. Wynika to z niestabilności warunków kształtowanych przez regularne powodzie.
Drzewostan tugajów tworzą głównie gatunki topoli (Populus euphratica, P. pruinosa), oliwnika (Elaeagnus angustifolia), wierzby (Salix songarica, Salix alba) i tamaryszka. Podszyt tworzą głównie rokitnik zwyczajny, berberysy, róże, wiciokrzewy i irgi. Warstwę runa budują gatunki typowe dla roślinności stepowej, bagiennej lub pustynnej, a w zagłębieniach wodne. Niektóre są halofityczne. Wśród nich występują m.in. słonisz srebrzysty, poganek rutowaty, grzybieńczyk wodny, grzybienie północne, lotos orzechodajny, aldrowanda pęcherzykowata, solanka wschodnia, łużnik syberyjski, potasznik Schrenka, czy gatunki z rodzajów szupin, trzcina, pałka, ponikło, sit, turzyca, płesznik, bieluń, lukrecja, rzepień.

## Fauna
Wśród zwierząt zamieszkujących tugaje drapieżcą szczytowym był tygrys kaspijski. Inne ssaki typowe dla tego ekosystemu lub wchodzące z sąsiednich to: koszatka leśna, borsuk, dzik euroazjatycki, szakal złocisty, zając stepowy, mroczek późny, Otonycteris hemprichi, myszarka leśna, suwak tamaryszkowy, Nesokia indica, wydra, jeleń bucharski, hiena pręgowana, gazela czarnoogonowa, suhak stepowy czy kułan azjatycki. Ptaki tugajów to: krogulec mały, bażant, syczek, syczek arabski, błotniak stawowy, pustułka, pustułeczka, remiz, remiz jasnogłowy, remiz trzcinowy, pliszka górska, pliszka maskowa, bogatka siwa, sikora lazurowa, sikora żółtopierśna, gołąb brunatny, kukułka, sterniczka, ścierwnik, bielik wschodni, raróg i orzeł stepowy. Płazy tugajów to ropucha szara, ropucha zielona, Pseudepidalea oblonga, żaba śmieszka, żaba trawna, Rana amurensis, żaba kaukaska, Pelophylax nigromaculatus, grzebiuszka ziemna, kumak nizinny, żaboząb ałatauski. Gady tugajów to: żółw błotny, żółw kaspijski, Mediodactylus russowii, Tenuidactylus caspius,  Tenuidactylus fedtschenkoi, Eremias velox, Ablepharus deserti, Ablepharus pannonicus, zaskroniec zwyczajny, zaskroniec rybołów, Elaphe dione, efa piaskowa, żmija lewantyńska, Alsophylax loricatus, waran szary, kobra środkowoazjatycka, Ptyas mucosa, wilkoząb dwubarwny, połoz kaspijski, Phrynocephalus mystaceus.

## Typologia
W radzieckim (turkmeńskim) leśnictwie wyróżniano następujące typy lasów tugajowych noszące nazwę głównie od roślin dolnych warstw:
- Tugaj trzcinowy. Bardzo rzadki drzewostan prawie wyłącznie budowany przez topole z sekcji Turanga. Wierzby i tamaryszki w podszycie. Poza regularnymi powodziami wody gruntowe na głębokości 1,0–1,5 m.
- Tugaj lukrecjowy. Rzadki drzewostan budowany głównie przez topole z domieszką wierzb. W podszycie ponadto tamaryszki i oliwniki. Wody gruntowe na głębokości 1,0–1,5 m.
- Tugaj kandyrowy. Średnio zwarty drzewostan i kępiasty podrost budowany przez topole i wierzby z mniejszym udziałem oliwnika. Wody gruntowe na głębokości 2,0–3,5 m, średnio zasolone.
- Tugaj lianowo-powojowy. Zwarty drzewostan i podrost budowany przez topole i oliwniki. Gleba bogata w próchnicę.
- Tugaj perzowy. Średnio zwarty drzewostan budowany praktycznie tylko przez topolę. W podszycie dominuje tamaryszek. Woda gruntowa na głębokości 3,5–4,5 m.
- Tugaj tamaryszkowy. Średnio zwarty drzewostan budowany praktycznie tylko przez topolę. W podszycie dominuje tamaryszek o zwarciu uniemożliwiającym rozwój runa.

## Rozmieszczenie
Tugaje zajmują doliny pustynnych rzek Azji Środkowej takich jak Syr-daria, Amu-daria, Murgab, Hari Rod, Ili, Zarafszan, Wachsz, Naryn czy Tarym. W rejonie dawnych środkowoazjatyckich republik radzieckich jest to ekosystem, od którego wziął nazwę ekoregion PA1311 w regionalizacji WWF tożsamy z ekoregionem 818 w regionalizacji One Earth. Tugaje w dolinie Tarymu są również budowane przez topole Populus euphratica i P. pruinosa. W anglojęzycznej literaturze określane są też jako huyang od chińskiej nazwy topoli eufrackiej. Tworzony przez nie ekoregion jest klasyfikowany jako odrębny ekoregion lasostepu tarymskiego. Ich flora i fauna poza tym nieco się różnią. Ekoregiony te mają formę pasów rozdzielonych ekoregionami pustynnymi. Ich występowanie determinowane przez warunki klimatyczne – jest to rejon zimnego klimatu pustynnego z regularnymi wiosennymi przyborami wody w rzece na skutek topnienia lodowców górskich (reżim rzeczny lodowcowy). Późnym latem występują susze, a gleba ulega zasoleniu.
Na skutek gospodarki ich powierzchnia znacząco spadła w czasach historycznych, a pozostałe fragmenty są przekształcone. W dolinie Amu-darii nastąpił spadek ich powierzchni z około 500 km² do około 50 km². 
Zachowane do czasów współczesnych fragmenty tugajów chronione są m.in. w Rezerwacie Amudaryjskim w Turkmenistanie oraz Rezerwacie Biosfery Dolnej Amu-darii w Uzbekistanie. 